# 阿尔布雷希特一世 (勃兰登堡)
勃兰登堡的阿尔布雷希特一世（德語：Albrecht I. von Brandenburg；1110年？—1170年11月18日），勃兰登堡第一位藩侯（1157年—1170年在位）及薩克森公爵（1138年—1142年在位），绰号大熊阿尔布雷希特（德語：Albrecht der Bär）。父親為巴伦施泰特伯爵奧托，母親為薩克森公爵馬格努斯的幼女艾麗卡。

## 生平
1123年，阿爾布雷希特一世在父親逝世後继承了薩克森北部的領地，在母親于1142年去世后繼承了部分比隆家族的領地。因為阿爾布雷希特是薩克森公爵洛泰爾麾下的一名忠誠的附庸，大約在1123年，獲得盧薩蒂亞藩侯國。洛泰爾當選羅馬人民的國王后，阿爾布雷希特在1126年加入了洛泰爾組織的波希米亞遠征，在此期間遭到短期監禁。阿爾布雷希特在薩克森公國的糾紛源於其擴大繼承領地的慾望。1128年，在妹夫北部馬克藩侯亨利二世去世后，由於對未能繼任藩侯感到失望，進而攻打繼任者烏多四世，此舉遭致國王洛泰爾的懲罰，阿爾布雷希特被剝奪北部馬克。儘管如此，阿爾布雷希特在1132年隨國王洛泰爾出征意大利，其忠誠獲得回報，1134年又获得北方邊區。在鞏固北方邊區的統治后，阿爾布雷希特的眼光緊盯北方邊區的北部和東部，之後發動了一場持續三年的針對文德人的征伐，阿爾布雷希特參加了1147年的文德十字軍。除軍事外，阿爾布雷希特的外交措施顯得很大成功，勃蘭登堡文德人親王普里比斯拉夫同意阿爾布雷希特為其繼承人，普里比斯拉夫于1150年死後，阿爾布雷希特在該地區樹立起牢固的統治，該地區命名為勃蘭登堡藩侯國，利用十字軍與文德人作戰，鼓勵移民、建立主教區。1157年，阿爾布雷希特成為首任勃蘭登堡藩侯，阿斯坎尼家族統治勃蘭登堡直至1320年。
1137年，國王康拉德三世剝奪了阿爾布雷希特的表弟和競爭對手巴伐利亞公爵及薩克森公爵驕傲的亨利頭銜和公國領地，向阿爾布雷希特一世承諾將薩克森公國賜予給他，但是阿爾布雷希特一世要親自征服薩克森公國。可惜，在初步取得一些小勝利后，阿爾布雷希特一世被打敗，退至德意志南部。1142年，在和韋爾夫家族的獅子亨利和解后放棄薩克森公爵稱號，并在法蘭克福的諸侯大會上放棄薩克森公國，康拉德三世最終歸還了薩克森公國給亨利，阿爾布雷希特收回了北方邊區並且得到了魏瑪伯國和奧拉明德伯國。阿爾布雷希特可能在此時已被授予王室管家，此後勃蘭登堡藩侯擁有選侯的權利。
1158年，由於和薩克森公爵亨利不和，阿爾布雷希特前往聖地朝聖。1160年，阿爾布雷希特同意兒子們向聖約翰騎士團捐贈領地。1162年隨皇帝腓特烈·巴巴羅薩遠征意大利。1164年，阿爾布雷希特參加一個反對獅子亨利的諸侯聯盟，雙方于1169年達成暫時的和平，同年阿爾布雷希特一世把领地传予六名兒子，長子奧托一世繼承為勃蘭登堡藩侯。翌年11月18日，阿爾布雷希特一世病卒，安葬在巴伦施泰特。

## 家庭

### 妻子
1. 溫岑堡的索菲

### 兒女
1. 奧托一世 (1126/1128年－1184年3月)，勃蘭登堡藩侯(1170年－1184年)
2. 赫爾曼一世 (1176年逝世)，奧拉明德伯爵
3. 齊格弗里德 (1184年10月24日逝世)，勃蘭登堡主教 (1173年－1180年)及第一任不來梅采邑大主教 (1180年－1184年)
4. 海因里希 (1185年逝世)，馬德堡的法政牧師
5. 阿爾布雷希特 (1172年12月6日之後逝世)，巴伦施泰特伯爵
6. 迪特里希 (1183年9月5日之後逝世)，韋爾本伯爵
7. 伯恩哈德 (1140年－1212年2月9日) ，安哈爾特伯爵(1170年－1212年)及薩克森公爵(1180年－1212年)
8. 勃蘭登堡的赫德維希 (1140年－1203年3月)，嫁與邁森藩侯奧托二世
9. 女兒，約1152年嫁與波希米亞的弗拉迪斯拉夫
10. 勃蘭登堡的阿德萊德 (1162年逝世)，拉姆斯普林格的修女
11. 勃蘭登堡的格特魯德，1155年嫁與波希米亞公爵弗拉迪斯拉夫一世次子迪莫庫里
12. 勃蘭登堡的西比爾 (約1170年逝世)，奎德林堡女隱修院院長
13. 勃蘭登堡的艾麗卡

| 阿尔布雷希特一世 (勃兰登堡) 阿斯坎尼王朝出生于：約1110年逝世於：1170年11月18日 | 阿尔布雷希特一世 (勃兰登堡) 阿斯坎尼王朝出生于：約1110年逝世於：1170年11月18日 | 阿尔布雷希特一世 (勃兰登堡) 阿斯坎尼王朝出生于：約1110年逝世於：1170年11月18日 |
| 統治者頭銜                                                                     | 統治者頭銜                                                                     | 統治者頭銜                                                                     |
| ------------------------------------------------------------------------------ | ------------------------------------------------------------------------------ | ------------------------------------------------------------------------------ |
| 前任： 奧托                                                                    | 安哈爾特伯爵 1123年—1170年                                                     | 繼任： 伯恩哈德                                                                |
| 前任： 亨利二世                                                                | 薩克森公爵 1138年—1142年                                                       | 繼任： 亨利三世                                                                |
| 新頭銜                                                                         | 勃蘭登堡藩侯 1157年—1170年                                                     | 繼任： 奧托一世                                                                |